# Ščečinski mir
Ščečinski mirovni sporazum (nemško Frieden von Stettin, švedsko Freden i Stettin, dansko Freden i Stettin), sklenjen 13. decembra 1570, je končal severno sedemletno vojno med Švedsko in Dansko z njenima zaveznikoma Lübeckom in Poljsko.  Poravnal je tudi zahteve Švedske, Danske in Svetega rimskega cesarstva, povezane z livonsko vojno.  Sporazum je bil za Švedsko neugoden, ker je Danski za nekaj časa zagotovil hegemonijo v severni Evropi. Sporazum zaradi neprepričljivosti ni preprečil nadaljnjih vojn med Dansko in Norveško in Švedsko, ki so se končale šele v 1720. letih.

## Ozadje
Kalmarska unija Švedske, Danske in Norveške je leta 1523 razpadla. Friderik II. Danski jo je poskušal obnoviti pod svojo oblastjo in leta 1563 napadel Švedsko, s čimer je sprožil sedemletno vojno. Danci so bili boljši nasprotniki v bojih na kopnem in osvojili Älvsborg, Švedi pa so bili boljši v pomorskih bitkah in v Livoniji. Livonija je bila pred tem sekularizirana in postala predmet ozemeljskih zahtev sosednjih držav.

## Sporazum
Julija 1570 je cesar Svetega rimskega cesarstva Maksimiljan II. začel mirovni kongres v Stettinu (od leta 1945 Ščečin), da bi pripomogel k spravi med Švedsko in Dansko. Kot posredniki so sodelovali pomeranski vojvoda Johann Friedrich kot ostitelj in vodja cesarjeve delegacije, francoski odposlanec na danskem dvoru Charles Dancey, ki je bil aktivno vključen v pripravo kongresa, škof Warmije (Emerland) Martin Kromer in nekaj drugih kot odposlanci poljskega kralja Sigismunda II. Avgusta in Avgust Saški. Dansko so zastopali Peder Bille (Bilde), Jørgen Rosenkrantz, Henrik Rantzau, Niels Kaas in Joachim Henke (Hinck), Švedsko pa baron Jöran Gera, Bengt Gylta, Erik Gyllenstjerna (Gyllenstierna) in drugi.
Sporazum je vseboval naslednje sklepe:
- Dansko-norveški kralj Friderik II. Danski je umaknil vse zahteve do Švedske.[4]
- Švedski kralj Ivan III. se je odrekel vsem pretenzijam na norveške dežele in Gotland.[4] Švedska je Skåne, Blekinge in Halland prvič priznala za danske province.
- Švedska je morala plačati 150.000 švedskih riksdalerjev odkupnine za grad Älvsborg.[1][4]  Švedska je zaradi izjemno visoke odkupnine zelo obdavčila vse premičnine v državi, zato je zaradi vojne izčrpano prebivalstvo še bolj obubožalo. Nepožgana mesta so morala plačati dvanajstino, kmetje desetino, požgana mesta pa osemnajstino vrednosti svojega premoženja.[7]
- Švedska je morala plačati 75.000 dalerjev tudi Lübecku.[8]
- Švedska je svoje posesti v Livoniji prodala cesarju Svetega rimskega cesarstva Maksimiljanu II.[1]

## Posledice
Danska je s sporazumom postala dominantna sila v severni Evropi, čeprav ji ni uspelo obnoviti Kalmarske unije. Spori zaradi treh kron unije v danskem grbu so se nadaljevali. Za Švedsko neugodni sklepi v sporazumu so sprožili niz novih vojn, ki so se končale šele leta 1720/1721.
Lübeck ni iz sporazuma izvlekel nobenih pridobitev. Švedska mu je kasneje podelila nekaj privilegijev, ki niso izboljšali njegovega položaja, ker je Ivan III. enake privilegije podelil tudi pomeranskemu pristanišču Stralsund, njegovemu zavezniku v vojni. Lübecku obljubljeno plačilo ni bilo nikoli izplačano. Švedski pirati so nadaljevali s plenjenjem lübeških   ladij. Lübeck in celotna hanseatska  zveza so  morali priznati svojo degradacijo na raven drugorazrednih sil.
Maksimiljan II. ni Švedski nikoli plačal odškodnine za livonske posesti in je zato izgubil svoj vpliv v baltskih zadevah. Določila, povezana z Livonijo, se niso spoštovala in livonska vojna se je znova razplamtela.
Danska je z zakasnitvami prejela vsa plačila. Ivan III. se je odločil, da bo obdržal edino švedsko pristanišče na skandinavski zahodni obali. Njegova prizadevanja so povzročila prodajo vojnih ladij in razvrednotenje švedske valute.